# لين كارلين
لين كارلين (بالإنجليزية: Lynn Carlin)‏ هي ممثلة أمريكية، ولدت في 31 يناير 1938 بلوس أنجلوس في الولايات المتحدة.

## ترشيحات
- جائزة الأوسكار لأفضل ممثلة مساعدة (1968)

## وصلات خارجية
- لين كارلين على موقع IMDb (الإنجليزية)
- لين كارلين على موقع الموسوعة البريطانية (الإنجليزية)
- لين كارلين على موقع ألو سيني (الفرنسية)
- لين كارلين على موقع أول موفي (الإنجليزية)
- لين كارلين على موقع قاعدة بيانات الأفلام السويدية (السويدية)
- لين كارلين على موقع قاعدة بيانات الفيلم (الإنجليزية)
- لين كارلين على موقع كينوبويسك (الروسية)